# José Erik Correa
José Erik Correa Villero (Acandí, Chocó; 20 de julio de 1992) es un futbolista colombiano. Juega como delantero y actualmente milita en el Municipal Limeño de El Salvador.

## Trayectoria

### Boyacá Chicó
Debutó en el año 2010 en el Boyacá Chicó bajo el mando del entrenador Alberto Gamero, jugando 13 partidos en su primera temporada anotando seis goles.

### Chivas USA
En el mes de mayo de ese año fue transferido por 4 años al Chivas USA de los Estados Unidos donde coincidió con su compatriota Juan Pablo Ángel. 

### Gimnasia y Esgrima
En el mes de agosto del año 2013, se incorpora a préstamo a Gimnasia y Esgrima La Plata, club que milita en la Primera División del Fútbol Argentino habiendo sido recomendado por el Argentino José Néstor Pékerman, actual director técnico de la Selección Colombiana de Fútbol. 

Marcó su primer gol con Gimnasia el día de su debut siendo este el único gol del partido frente a Colón de Santa Fe dejando a Gimnasia segundo en la tabla. A la semana siguiente juega de titular el clásico de la ciudad frente a Estudiantes haciendo el gol para su equipo, el partido finalizó empatado.
En el partido que disputaban Gimnasia frente a Belgrano, sufrió rotura de los ligamentos cruzado y anterior de sus rodilla izquierda, lo que lo dejó entre ocho y nueve meses por fuera de las canchas. Terminado su préstamo con la institución de La Plata, decide volver a Estados Unidos a seguir con su recuperación.

### Tigre
Para del 2015 llega al Club Atlético Tigre.
El 6 de febrero de 2016 marca su primer gol con el equipo en el empate a un gol frente a Argentinos Juniors, marcándoselo a su compatriota Camilo Vargas.

### Olimpo
El 30 de junio se confirma como nuevo jugador del Club Olimpo de Bahía Blanca también de Argentina. Su primer gol lo haría el 21 de octubre por la vía del penal en el empate a un como visitantes frente a Sarmiento.

### Deportes Tolima
El 8 de junio de 2017 vuelve a Colombia al Deportes Tolima de la Categoría Primera A. Su primer gol con el club lo marca el 6 de agosto en la derrota 3-1 en manos del Envigado FC.

## Clubes
| Club                    | País           | Año           |
| ----------------------- | -------------- | ------------- |
| Boyacá Chicó            | Colombia       | 2010-2012     |
| Chivas USA              | Estados Unidos | 2012-2013     |
| Gimnasia y Esgrima      | Argentina      | 2013-2014     |
| Chivas USA              | Estados Unidos | 2014          |
| Tigre                   | Argentina      | 2015-2016     |
| Olimpo                  | Argentina      | 2016          |
| Bodø/Glimt              | Noruega        | 2017          |
| Deportes Tolima         | Colombia       | 2017-2018     |
| Alianza Petrolera       | Colombia       | 2019          |
| Orense                  | Ecuador        | 2020          |
| Independiente Petrolero | Bolivia        | 2021-2022     |
| Royal Pari              | Bolivia        | 2022-2023     |
| Santa Fe                | Colombia       | 2024          |
| Nacional Potosí         | Bolivia        | 2024-presente |

## Estadísticas
| Boyacá Chicó · Colombia |               |               |     |    |    |    |   |    |     |      |      |
| 1ª | 2010          | 4             | 0   | 0  | 0  | 0  | 0 | 4  | 0   | 0,00 |      |
| 1ª | 2011          | 19            | 6   | 11 | 3  | 0  | 0 | 30 | 9   | 0,30 |      |
| 1ª | 2012          | 12            | 6   | 0  | 0  | 0  | 0 | 12 | 6   | 0,50 |      |
| Total club | Total club    | 35            | 12  | 11 | 3  | 0  | 0 | 46 | 15  | 0,33 |      |
| Chivas USA Estados Unidos |               |               |     |    |    |    |   |    |     |      |      |
| 1ª | 2012          | 16            | 2   | 3  | 2  | 0  | 0 | 19 | 4   | 0,21 |      |
| 1ª | 2013          | 17            | 1   | 1  | 0  | 0  | 0 | 18 | 1   | 0,05 |      |
| Total club | Total club    | 33            | 3   | 4  | 2  | 0  | 0 | 37 | 5   | 0,13 |      |
| Gimnasia y Esgrima Argentina |               |               |     |    |    |    |   |    |     |      |      |
| 1ª | 2013-14       | 10            | 4   | 0  | 0  | 0  | 0 | 10 | 4   | 0,40 |      |
| Total club | Total club    | 10            | 4   | 0  | 0  | 0  | 0 | 10 | 4   | 0,40 |      |
| Chivas USA Estados Unidos |               |               |     |    |    |    |   |    |     |      |      |
| 1ª | 2014          | 0             | 0   | 0  | 0  | 0  | 0 | 0  | 0   | 0,00 |      |
| Total club | Total club    | 0             | 0   | 0  | 0  | 0  | 0 | 0  | 0   | 0,00 |      |
| Tigre Argentina |               |               |     |    |    |    |   |    |     |      |      |
| 1ª | 2015          | 3             | 0   | 0  | 0  | 0  | 0 | 3  | 0   | 0,00 |      |
| 1ª | 2016          | 5             | 1   | 0  | 0  | 0  | 0 | 5  | 1   | 0,20 |      |
| Total club | Total club    | 8             | 1   | 0  | 0  | 0  | 0 | 8  | 1   | 0,12 |      |
| Olimpo Argentina |               |               |     |    |    |    |   |    |     |      |      |
| 1ª | 2016          | 11            | 1   | 0  | 0  | 0  | 0 | 11 | 1   | 0,09 |      |
| Total club | Total club    | 11            | 1   | 0  | 0  | 0  | 0 | 11 | 1   | 0,09 |      |
| Bodø/Glimt · Noruega |               |               |     |    |    |    |   |    |     |      |      |
| 1ª | 2017          | 0             | 0   | 0  | 0  | 0  | 0 | 0  | 0   | 0,00 |      |
| Total club | Total club    | 0             | 0   | 0  | 0  | 0  | 0 | 0  | 0   | 0,00 |      |
| Deportes Tolima · Colombia |               |               |     |    |    |    |   |    |     |      |      |
| 1ª | 2017          | 10            | 2   | 0  | 0  | 0  | 0 | 10 | 2   | 0,20 |      |
| 1ª | 2018          | 14            | 1   | 2  | 0  | 0  | 0 | 16 | 1   | 0,07 |      |
| Total club | Total club    | 24            | 3   | 2  | 0  | 0  | 0 | 26 | 3   | 0,12 |      |
| Alianza Petrolera · Colombia |               |               |     |    |    |    |   |    |     |      |      |
| 1ª | 2019          | 28            | 3   | 2  | 2  | 0  | 0 | 30 | 5   | 0,16 |      |
| Total club | Total club    | 28            | 3   | 2  | 2  | 0  | 0 | 30 | 5   | 0,16 |      |
| Orense · Ecuador |               |               |     |    |    |    |   |    |     |      |      |
| 1ª | 2020          | 18            | 2   | 0  | 0  | 0  | 0 | 18 | 2   | 0,11 |      |
| Total club | Total club    | 18            | 2   | 0  | 0  | 0  | 0 | 18 | 2   | 0,11 |      |
| Independiente Petrolero · Bolivia |               |               |     |    |    |    |   |    |     |      |      |
| 1ª | 2021          | 26            | 8   | 0  | 0  | 0  | 0 | 26 | 8   | 0,30 |      |
| 1ª | 2022          | 14            | 5   | 0  | 0  | 5  | 1 | 19 | 6   | 0,31 |      |
| Total club | Total club    | 40            | 13  | 0  | 0  | 5  | 1 | 45 | 14  | 0,31 |      |
| Royal Pari · Bolivia |               |               |     |    |    |    |   |    |     |      |      |
| 1ª | 2022          | 21            | 6   | 0  | 0  | 0  | 0 | 21 | 6   | 0,28 |      |
| 1ª | 2023          | 26            | 10  | 11 | 2  | 0  | 0 | 37 | 12  | 0,32 |      |
| Total club | Total club    | 47            | 16  | 11 | 2  | 0  | 0 | 58 | 18  | 0,31 |      |
| Santa Fe · Colombia |               |               |     |    |    |    |   |    |     |      |      |
| 1ª | 2024          | 16            | 0   | 3  | 2  | 0  | 0 | 19 | 2   | 0,10 |      |
| Total club | Total club    | 16            | 0   | 3  | 2  | 0  | 0 | 19 | 2   | 0,10 |      |
| Total carrera | Total carrera | Total carrera | 270 | 58 | 33 | 11 | 5 | 1  | 308 | 70   | 0,22 |
| (1) Incluye datos de la Copa Colombia (2011), Copa abierta de los EE. UU. (2012-2013). (2) Sin participaciones. (3) Media de goles por encuentro. No incluye goles en partidos amistosos. |               |               |     |    |    |    |   |    |     |      |      |

## Palmarés

### Títulos nacionales
| Título               | Club                    | País     | Año  |
| -------------------- | ----------------------- | -------- | ---- |
| Torneo Apertura      | Deportes Tolima         | Colombia | 2018 |
| División Profesional | Independiente Petrolero | Bolivia  | 2021 |